# Costafreda (Súria)
Costafreda és una masia de Súria (Bages) protegida com a Bé Cultural d'Interès Local.

## Descripció
Conjunt d'edificacions situat a l'obaga de Costafreda, sota la Riera de Costafreda. Es tracta de les restes d'un antic mas, on es diferencia l'habitatge, la pallissa i dues tines. Destaca l'arcada orientada cap a l'est, així com en els antics espais interiors han restat una porta adovellada amb arc de mig punt i uns arcs gòtics